# Història de la dona

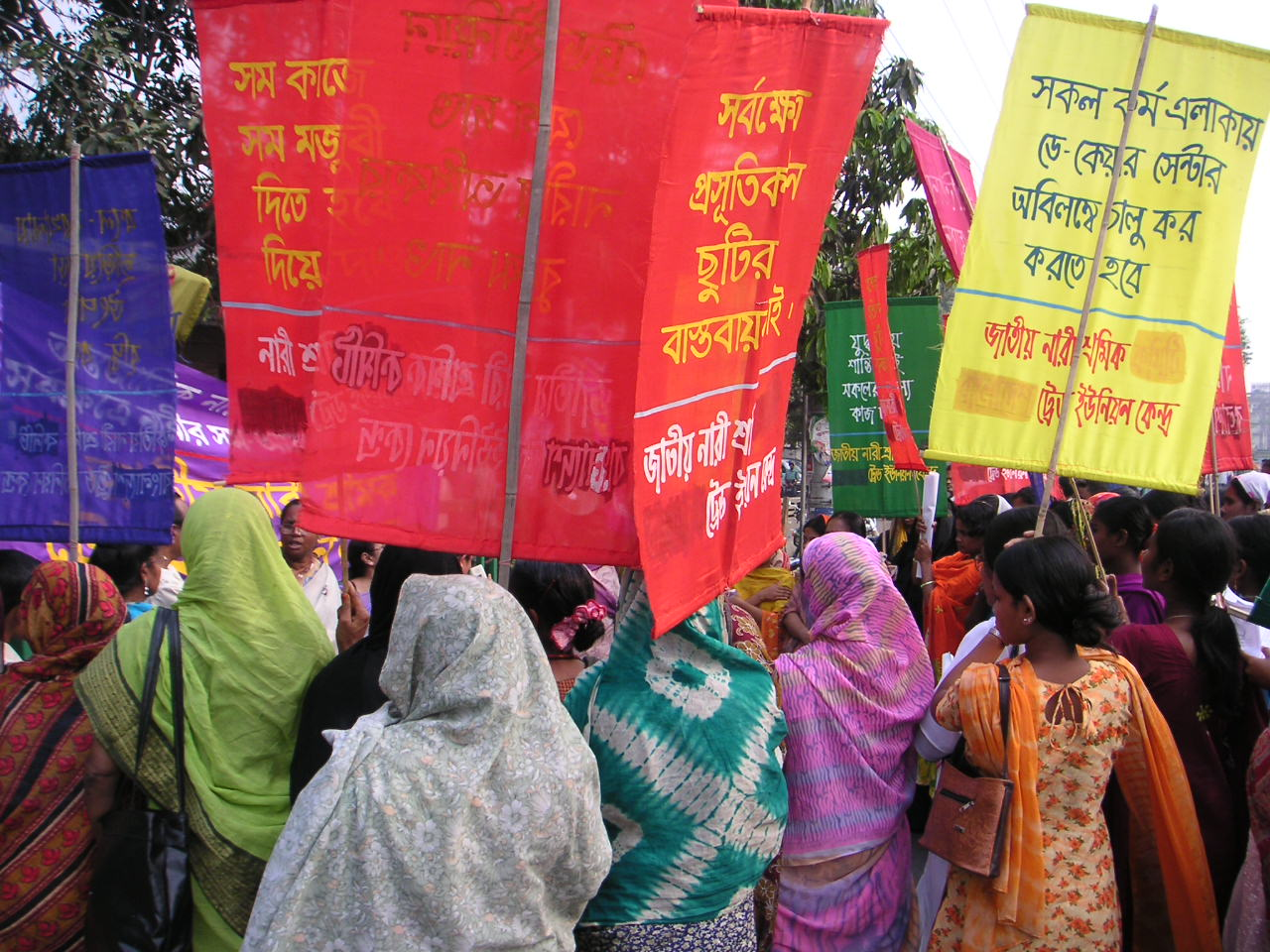
Manifestació a Bangladesh per l'ocupació de les dones.

La història de la dona, anomenada Herstory a l'àmbit anglosaxó, és l'estudi del paper que les dones han jugat en la història, juntament amb els mètodes necessaris per a l'estudi de les dones. Inclou l'estudi de la història del creixement (i davallada) dels drets de la dona durant la història documentada, l'examen de dones individuals amb importància històrica, i l'efecte que els esdeveniments històrics han tingut en les dones. La història de la dona té, per tant, un abast molt més ampli que la història del feminisme.

## Introducció
Inherent a l'estudi de la història de la dona és el convenciment que els relats més tradicionals de la història han minimitzat o ignorat les contribucions de les dones, així com els efectes que els esdeveniments històrics han tingut en el conjunt de les dones; en aquest aspecte, la història de la dona és sovint una forma de revisionisme històric, la voluntat de desafiar o bé expandir el consens històric tradicional.
Els principals centres d'estudi han estat els Estats Units i el Regne Unit, on ha obert el camí la «segona onada» d'historiadores feministes, influïda per les noves aproximacions al tema que ha fet la història social. Com a feministes, activistes de l'alliberament de la dona, discutint i analitzant l'opressió i les desigualtats que experimenten elles mateixes com a dones, senten la necessitat imperativa d'esbrinar sobre les vides de les seves avantpassades, però s'han trobat molt pocs estudis publicats.
La història sovint ha estat escrita per homes i principalment ha tractat les activitats dels homes en l'esfera pública: guerra, política, diplomàcia i gestió. Les dones han estat excloses per norma general i, quan són esmentades és gairebé sempre en papers reservats típicament al seu gènere, com esposes, mares, filles i amants. La història ha donat al llarg dels segles més valor a allò que era considerat històricament rellevant, i els temes que afectaven o involucraven les dones no s'han considerat, en general, d'aquesta mena.

## Història de la dona en alguns països

### Escòcia
Al segle xxi les dones ja tenen legalment els mateixos drets que els homes, però el gran canvi s'ha produït durant els segles xix i xx. Portaven la casa, criaven els nens, eren infermeres, mares, esposes, veïnes, amigues i mestres, però molt poc de les seves activitats va quedar documentat formalment.
Encara que algun treball ja va aparèixer al pas del segle xix al xx, la història de les dones escoceses no es va desenvolupar realment com a disciplina científica fins als anys 1980, amb molts treballs sobre les dones d'abans de 1700 apareguts durant les dues darreres dècades. Uns quants estudis recents han mostrat una aproximació biogràfica, mentre que altres treballs han incidit en la investigació de qualsevol altre aspecte de la qüestió, examinant assumptes com el treball, la família, la religió, la delinqüència i la imatge de la dona. Els historiadors també estan descobrint les veus de les dones a les seves cartes, memòries, poesia, i a les sentències judicials. A causa del tardà desenvolupament del camp, bona part de la feina consisteix a recuperar, però cada vegada més la perspicàcia de la història de gènere, tant a altres països com a la història escocesa, després de 1700 s'està utilitzant per reformular les preguntes que ja s'havien fet els historiadors. Futurs treballs haurien de contribuir tant a una reinterpretació de la història escocesa tal com s'explica actualment, com també a una intensificació de la complexitat de la història de la dona a l'edat mitjana tardana i l'inici de l'edat moderna a Gran Bretanya i Europa.

### França
Els historiadors francesos han aconseguit un nivell únic, amb una gran quantitat d'especialistes en la història de gènere i de la dona, malgrat la manca de programes d'estudi i departaments universitaris dedicats a aquestes matèries. El nivell alt d'investigació i publicació sobre les dones i la història de gènere s'explica per l'interès que hi ha a la societat francesa. Aquesta discriminació estructural respecte de l'estudi de la història de gènere a França canvia mercès a l'increment d'estudis internacionals amb la formació de la Unió Europea, i l'increment dels investigadors francesos que surten fora d'Europa.

#### Antic règim
Durant l'Ancien Régime molt poques dones tenien algun poder, excepte algunes reines i les abadesses dels convents catòlics. En la Il·lustració els escrits del filòsof Jean-Jacques Rousseau definien un programa polític per a la reforma de l'Antic Règim basant-se en una reforma dels costums domèstics. La concepció de Rousseau de les relacions entre les esferes privada i pública és més unificada que el que trobem en la sociologia moderna. Rousseau sostenia que el paper domèstic de la dona és una condició estructural prèvia per arribar a la societat «moderna».
La Llei sàlica impedia l'accés de les dones al poder. Tanmateix, els drets per al cas d'una regència, quan el rei era massa jove per governar per si mateix, situaven la reina mare al centre de poder. La reina podia garantir el traspàs del poder d'un rei a l'altre (del seu difunt marit al seu fill menor d'edat), tot garantint al mateix temps la continuïtat de la dinastia.

#### Educació de les noies
Les aspiracions educatives anaven a l'alça i s'institucionalitzaven cada vegada més per tal de proveir de funcionaris tant l'Església com l'Estat per servir com els seus futurs administradors. Les noies també eren escolaritzades, però no per assumir responsabilitats polítiques. Les noies eren inelegibles per als càrrecs de lideratge i generalment es considerava que tenien un intel·lecte inferior al dels seus germans. A França hi havia moltes petites escoles locals on els fills de la classe obrera (tant els nois com les noies) aprenien a llegir, per millor "saber, estimar, i servir Déu". Els fills i les filles de les elits noble i burgesa, en canvi, rebien uns continguts educatius força diferenciats: els nois anaven a l'escola superior, potser fins i tot a la Universitat, mentre que les seves germanes (si tenien prou sort per marxar de la casa) s'havien de conformar amb un convent, que els oferia un currículum imprecís. La Il·lustració va desafiar aquest model, però no es va oferir cap alternativa real per a l'educació femenina. Només amb professors particulars a casa hi havia alguna possibilitat de formar dones erudites, normalment amb l'únic objectiu de lluir-se després als seus salons.

### Europa de l'Est

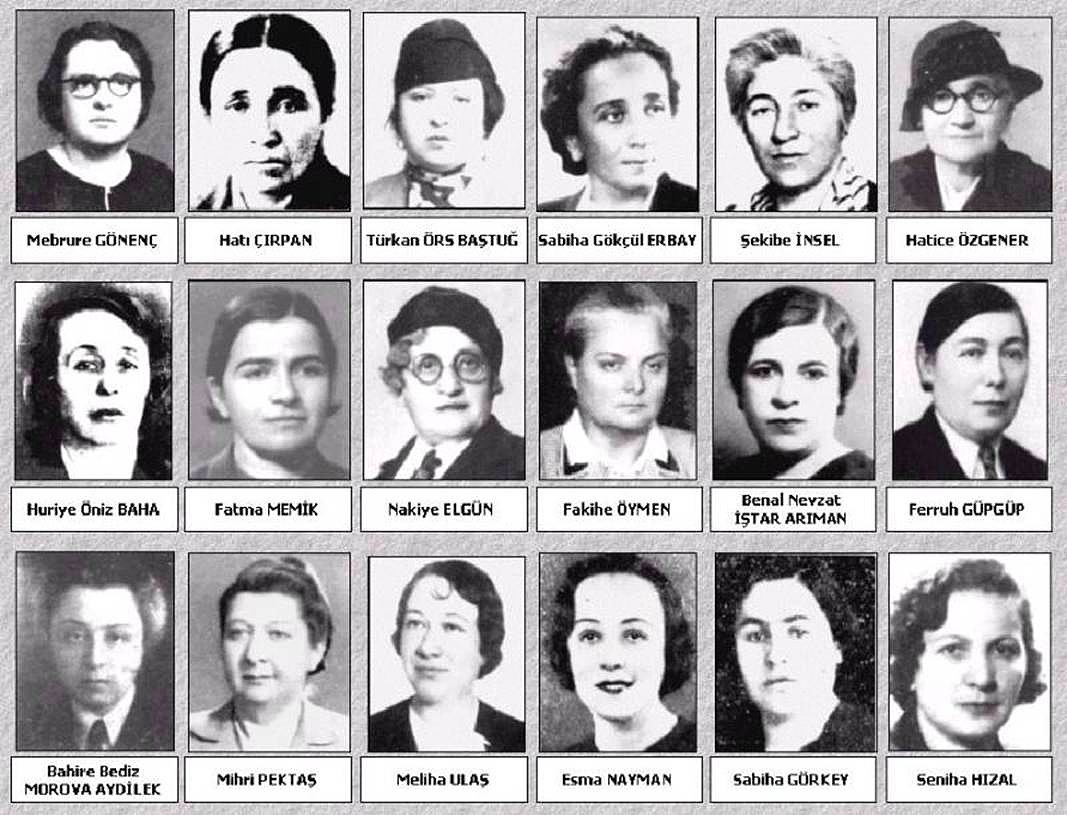
Les primeres 18 dones diputades turques (1935)

A l'Europa de l'Est s'ha retardat més l'interès per l'estudi de la història de la dona. Hongria és un cas representatiu, on la historiografia ha estat explorada per Petö i Szapor (2007). La historiografia oficial es resistia a incorporar aquest camp especialitzat de la història, principalmca i d'una manca de suport institucional. Abans de 1945, la historiografia tractava principalment els temes nacionalistes que donaven suport al programa polític antidemocràtic de l'estat. Després de 1945, en canv la qual les dones podrien ser un tema històric, en aquesta època es va ignorar el paper del moviment pels drets de la dona durant els primers anys 1900. L'esfondrament del Comunisme el 1989 fou seguit per una dècada de desenvolupaments prometedors durant la qual es van publicar biografies de dones hongareses prominents, i es van dedicar estudis als episodis importants de la història política i cultural de les dones. Tanmateix, la qualitat d'aquesta tasca d'investigació ha estat desigual i ha fracassat en aprofitar els avenços metodològics de la investigació històrica a IGUALTAT

### Japó
La història de les dones japoneses ha estat del tot marginada per la investigació històrica fins a la fi del segle xx. El tema a penes existia abans de 1945 i fins i tot després d'aquesta data molts historiadors acadèmics eren reticents a acceptar la història de la dona com una part de la història del Japó. Tanmateix, el clima social i polític dels anys 1980 en particular, favorable en molts aspectes a les dones, va proporcionar una oportunitat de desenvolupament a la historiografia de les dones japoneses, i també va afavorir un reconeixement acadèmic més ampli a la qüestió. La investigació, emocionant i innovadora, de la història de les dones japoneses va començar durant els anys 1980. Bona part d'aquesta tasca ha estat feta no només per historiadors acadèmics de la dona, sinó també per escriptors autònoms, periodistes, i historiadors afeccionats; és a dir, per gent que ha estat menys encotillada pels mètodes historiogràfics tradicionals i lesd seves expectatives. L'estudi de la història de les dones japoneses ha arribat ara al punt on ja no cal justificar el tema d'estudi.

## Temes

### Drets i igualtat

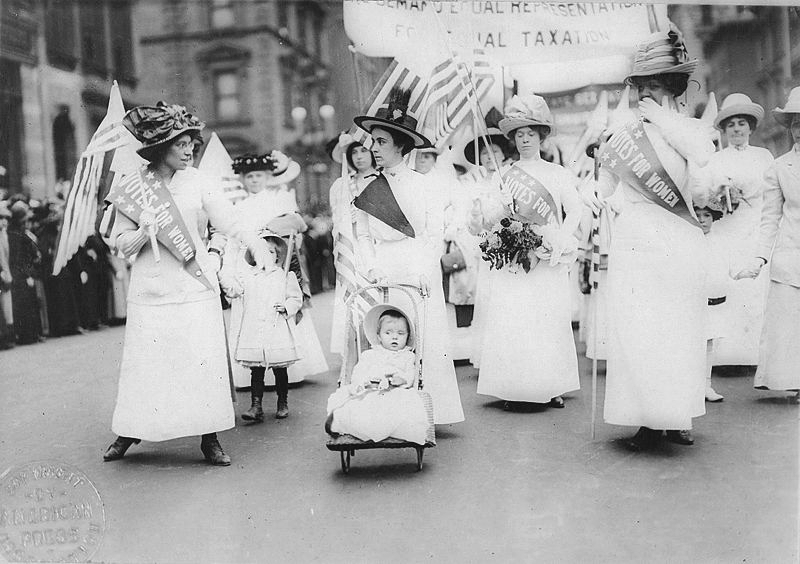
Manifestació feminista pel dret de vot de les dones a Nova York, el 1912.

El concepte de 'drets de la dona' es refereix als drets civils, polítics i humans reconeguts a les dones. Als Estats Units, els moviments d'abolició van fer saltar les alarmes sobre l'estatus de les dones, però la història del feminisme es remunta abans del segle xviii (el protofeminisme). L'adveniment de l'època reformista del segle xix va significar que les minories invisibles i les majories marginades havien de trobar un catalitzador i un microcosmos en aquells nous aires reformistes. Els primers treballs sobre l'anomenada "qüestió de la dona" criticaven el paper restrictiu de les dones, sense afirmar necessàriament que les dones es trobessin en desavantatge o que els homes haguessin de ser culpabilitzats. El moviment feminista britànic es va iniciar el segle xix i continua en l'actualitat. Al principi del segle xx, Simone de Beauvoir va escriure una anàlisi detallada de l'opressió de les dones. Els últims anys 1960 i els primers 1970, el moviment feminista va canviar substancialment la condició de les dones a Occident. El detonador de la revolució fou el desenvolupament de la píndola per al control de la concepció el 1960, que va proporcionar a les dones un control fàcil i segur de la contracepció.

### Treball
El cens dels Estats Units de 1870 és el primer que comptabilitza les «dones contractades en cada ocupació» i proporciona una foto fixa inquietant de la història de la dona. Mostra que, al contrari de la creença popular, les dones americanes de l'època victoriana no eren totes senyores desocupades de classe mitjana ni obreres explotades en una fàbrica. Les dones eren un 15% de la força de treball total (1,8 milions de 12,5). Constituïen més d'un terç dels operaris de les fàbriques, pel cap baix, però l'ensenyament i les ocupacions més suaus de modista, barretera i sastressa tenien una representació molt important. Dos terços dels mestres eren dones. I se les podia trobar en feines inesperades com ara la metal·lúrgia (495), la mineria (46), serradores (35), pous de petroli i refineries (40), distribució de gas (4), i forns de carbó vegetal (5), i apareixen feines tant sorprenents com constructora naval (16), camionera (196), trementinaire (185), fonedora de llautó (102), fabricant de grava (84), conductora de ramats (45), serrallera i armera (33), o caçadora i trampera (2). Hi havia 5 advocades, 24 dentistes, i unes dues mil metgesses. I això per a una població total de gairebé 40 milions d'habitants.

### Sexe i reproducció
En la història del sexe, la construcció social del comportament sexual (els seus tabús, regulació i impacte social i polític) ha tingut un efecte profund sobre les dones de tot el món des dels temps prehistòrics. S'ha practicat, per imposició social i també amb la força de la llei, diverses formes de segregació per sexes que poden costar d'entendre des d'un context diferent. La pràctica de l'avortament es remunta a temps antics i ha causat impacte en homes i dones de moltes maneres diferents a cada època i a cada lloc. Històricament, és confús saber quan s'ha discutit sobre l'ètica de l'avortament (l'avortament induït, evidentment). En la segona meitat del segle xx, alguns estats han començat a legalitzar l'avortament. Aquest tema tan controvertit ha fet esclatar un debat encès i, en alguns casos, fins i tot violència.
Les dones han estat exposades a diverses condicions sexuals tortuoses, i han estat discriminades de diverses maneres al llarg de la història. Un exemple són les «dones de confort», dones obligades a treballar com a esclaves sexuals en bordells militars als països ocupats pels japonesos durant la Segona Guerra Mundial.

### Vestit

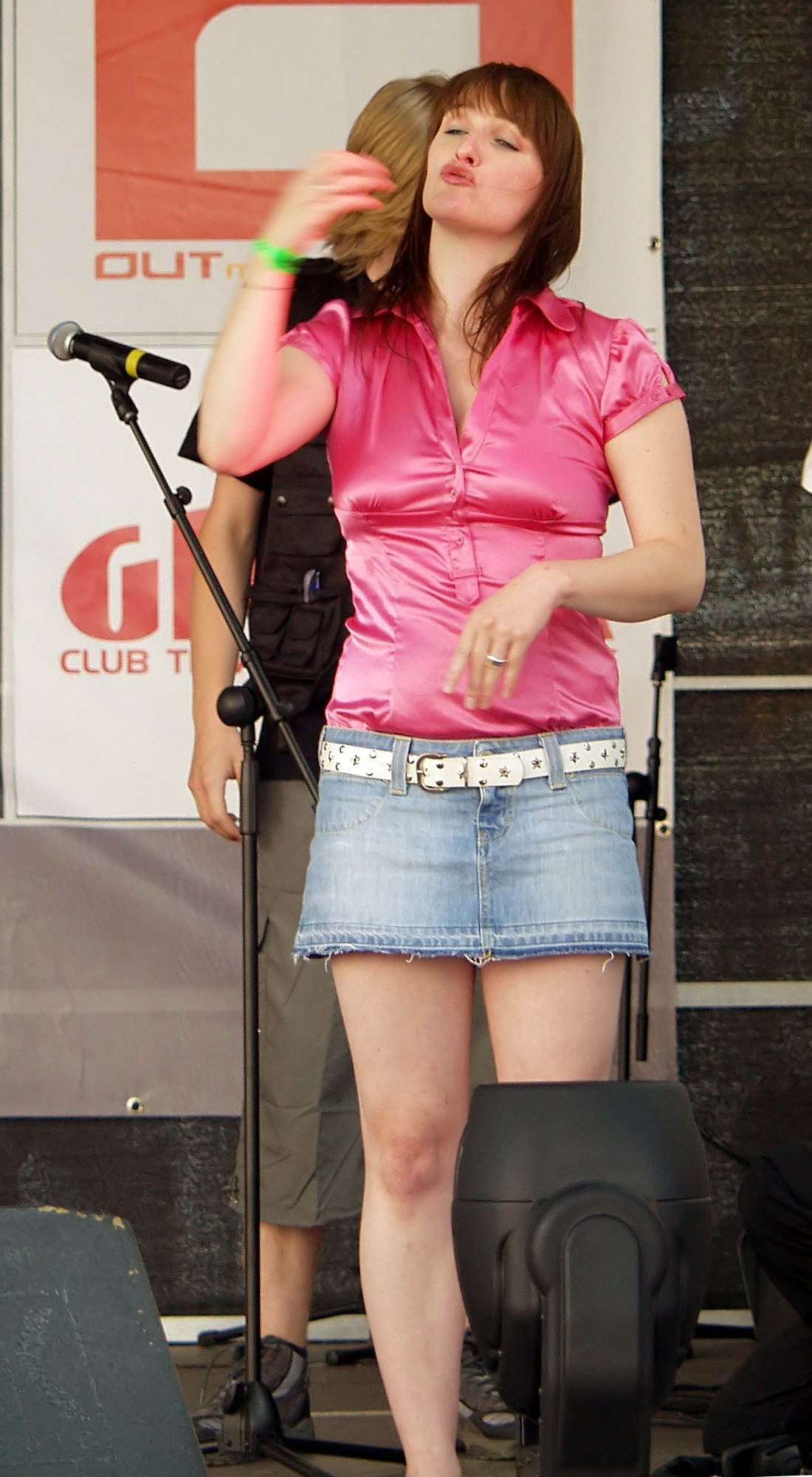
Una intèrpret del llenguatge de signes, en minifaldilla, el 2006.

Els aspectes socials de la indumentària han estat relacionats amb les tradicions sobre els diferents rols sexuals assignats a homes i dones, i que es tradueixen generalment en les diferents formes de vestir. En particular, l'ús de faldilles i pantalons ha originat frases fetes que expressen restriccions implícites en l'ús i en la desaprovació de comportaments considerats ofensius. Per exemple, els grecs antics sovint consideraven el costum dels homes perses de portar pantalons, una actitud feminitzada. La moda femenina de l'època victoriana tenia una doble utilitat com a mitjà de control i per causar admiració. Les reaccions contra la sofisticació de la moda francesa van provocar diverses crides a la reforma tant en el camp de la bellesa (artística i estètica), com de la salut (reforma de la roba, especialment pel que fa a la roba interior i a la llenceria). La faixa també s'ha utilitzat durant molt de temps per a la moda, i per modificar el cos, reduint-ne la cintura. Hi havia, i encara hi ha, molts estils i menes diferents de faixes, depenent de l'ús al qual es destinen, de l'estil del fabricant, i de la moda de cada època. Encara que els pantalons no van esdevenir d'ús habitual per a les dones fins al final del segle xx, les dones van començar a portar pantalons com els dels homes (adequadament modificats) per al treball a l'aire lliure diversos segles abans.
En la dècada de 1960 van aparèixer dues peces de roba que van resultar revolucionàries, d'una banda, la minifaldilla de la modista anglesa Mary Quant, que permetia lluir les cames sense cap restricció i, de l'altra, els pantalons llargs com una peça de moda femenina, del modista occità André Courrèges, iniciant l'era del trajo femení i dels texans de disseny, i de la gradual erosió de les prohibicions de portar pantalons a l'escola, al lloc de treball, i als restaurants de categoria que pesava fins aleshores sobre les noies i les dones. Ambdues peces tenen un paper central en el fenomen de l'alliberament de la dona.

### Estatus

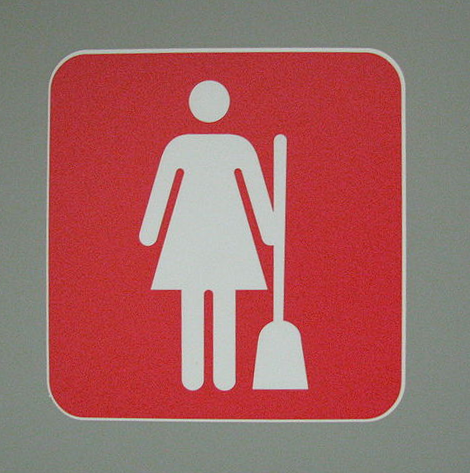
Logo sexista a la porta d'un departament de neteja a l'aeroport de París, el 2008.

L'estatus social de les dones en l'era victoriana es veu sovint com una il·lustració de la discrepància sorprenent entre el poder i riquesa de la nació i el que molts, aleshores i ara, consideren les seves condicions socials esgarrifoses. La moral victoriana era plena de contradiccions. Tot un ventall de moviments socials dedicats a la millora de la moral pública coexistia amb un sistema de classes que permetia unes condicions de vida dures per a molts, com ara les dones. Hi ha una contradicció aparent entre el cultiu estès d'una aparença exterior de dignitat i moderació i la prevalença de fenòmens socials que incloïen la prostitució. En l'era victoriana es va inventar la màquina de bany, un mecanisme que al segle xix permetia a la gent banyar-se a la platja sense violar la idea victoriana del pudor. La màquina de bany formava part de l'etiqueta dels banys de mar, que s'aplicava més rigorosament a les dones que als homes.

### Religió

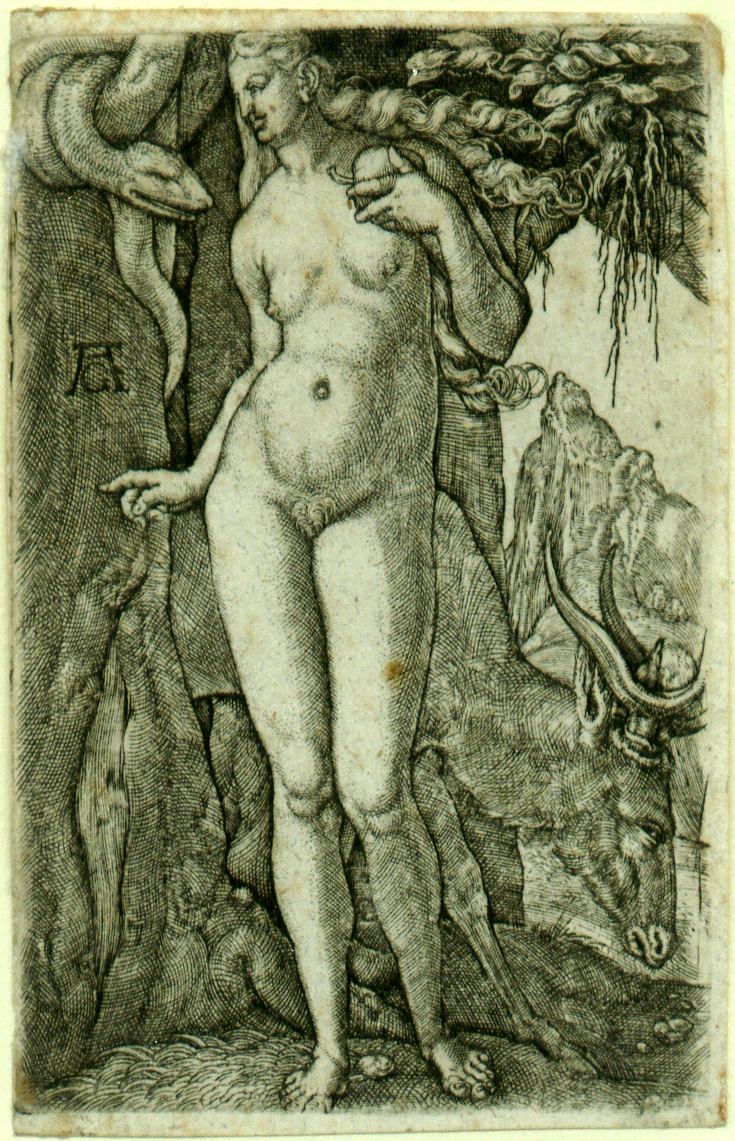
Eva a punt de cometre el pecat original.

La visió de les dones que tenen l'hinduisme, el judaisme, el sikhisme, l'islam i el cristianisme varia considerablement avui, i encara ha estat més diversa durant els dos darrers mil·lennis, evolucionant al costat o bé a la contra de cada una de les societats. A la major part de la història, el paper de les dones en la religió, tant local com universal, ha estat infravalorat, passat per alt, o simplement negat. Quan algunes dones han fet casaments interreligiosos, és a dir matrimonis (pel ritu religiós o civil) entre persones de religions diferents, rarament ho han pogut fer sense desobeir a totes dues religions.
 La frase de la Primera carta als Corintis de Pau de Tars «que les dones callin a les assemblees» es fa fer servir durant segles per a refusar-les un protagonisme en els afers de l'església catòlic o per refusar-les l'accés al la professió de sacerdot.